# Pantonstolen
Pantonstolen er en formstøbt plastikstol med afrundede kanter, skabt af den danske designer Verner Panton i 1956. Det var den første formstøbte stol i verden, og den er blevet optaget i den danske Kulturkanon i 2006.
Ideen om en siddestol, der kunne stables, var diskuteret af tyske designere før Anden Verdenskrig. Siden 1950erne havde Verner Panton også funderet over en frisvingerstol, der kunne stables og som kunne formes ud af et enkelt stykke plast. Det siges, han blev inspireret af en stak plastikspande. Først havde han designet S-stolen i 1956, som kan betragtes som en forløber for Pantonstolen, og som han siden videredesignede. I 1960 skabte hans det første tredimensionale udkast med en støbeform af cement, udviklet i samarbejde med Dansk Akrylteknik. Der var dog ingen møbelproducenter, der var særlig interesserede i hans plastikstole, da tidens mode var møbler af træ.
I midten af 1960erne, mødte han Willi Fehlbaum fra møbelfabrikanten Vitra og Fehlbaum var fascineret af Pantons formgivning af plaststole. Panton udformede fra start stolen med polyester styrket af glasfiber. Vitra begyndte at sælge stolen i seks forskellige farver. Verner Panton bidrog med sit design til udvikling af ny moderne stil i 1960erne; siden blev kendt som Pop Art. Pantonstolen blev betragtet som smart og vovet og skabte stor sensation, da den blev præsenteret i det danske designmagasin "Mobilia" i 1967. I 1970 blev den fremvist i engelske modemagasin "Nova UK" som led i en billedserie kaldt "How to undress in front of your husband", "Sådan klæder du dig af foran din ægtemand". Et af de mest berømte fotos af Pantonstolen figurerer på forsiden af det britiske modemagasin Vogue med en nøgen Kate Moss i januar 1995.